# Strange Parallel
Pour plus de détails, voir Fiche technique et Distribution.
Strange Parallel est un court métrage documentaire américain, réalisé par Steve Hanft, sorti en 1998.
Le film, dont le sujet principal est le chanteur américain Elliott Smith, comporte des interview d'Elliott Smith lui-même, de fans, d'amis et autres connaissances (dont le réalisateur Gus van Sant). Le film comporte également des extraits musicaux interprétés par Smith ainsi que des séquences en studio lors de l'enregistrement de la chanson Brand New Game (inédite à ce jour). Par moments le film s'éloigne de la réalité, avec quelques scènes jouées et des séquences humoristiques, notamment celle où Elliott Smith envisage d'acheter une main de robot pour améliorer sa musique.
Les scènes de ce film se déroulent principalement à New York et à Portland dans l'Oregon, ville dont est originaire le chanteur.
Ce film a été réalisé dans un but uniquement promotionnel et n'est pas disponible à l'achat.

## Chansons jouées dans le film
- "Waltz #2 (XO)"
- "Brand New Game"
- "Bottle Up and Explode!"
- "Isn't it a Pity" (reprise de George Harrison)
- "Ballad of Big Nothing"
- "Happiness"
- "Prelude Op3 #2 in C Sharp Minor" (Sergueï Rachmaninov)
- "Oh Well, Okay"
- "Independence Day"